# Polycelis felina brunnea
Polycelis felina brunnea is een platworm (Platyhelminthes) en een ondersoort van Polycelis felina. De worm is tweeslachtig. Deze ondersoort leeft in of nabij zoet water.
De wetenschappelijke naam van het taxon werd, als Polycelis cornuta var. brunnea, voor het eerst geldig gepubliceerd in 1893 door Alfredo Borelli. Het taxon werd een ondersoort van Polycelis felina toen Polycelis cornuta als een synoniem van die eerste werd beschouwd.